# Corrente Comunista Revolucionária
A Corrente Comunista Revolucionária (em francês, Courant communiste révolutionnaire), abreviado como CCR, é uma organização trotskista francesa que faz parte, como tendência interna, do Novo Partido Anticapitalista (NPA).

## História
Surgiu como uma corrente independente dentro do NPA, denominado Coletivo por uma Tendência Revolucionária, sendo a Plataforma 4 para o I Congresso do NPA e defendendo a orientação por um partido de trabalhadores ligado a luta de classes. Nas vésperas do congresso, em abril de 2011, uma fração da CTR se converteu na Corrente Comunista Revolucionária. Esta foi integrada por militantes que vieram de diversas tradições, entre elas, militantes da ex LCR, de grupos da extrema-esquerda francesa, e da Fração Trotskista – Quarta Internacional.

Para o II Congresso, a CCR se juntou a Plataforma Z com a tendência CLAIRE. Nesse congresso, a Plataforma Z defendeu a orientação de um partido revolucionário da classe trabalhadora, fazendo oposição frente a posição da maioria do partido (entre eles integrantes da antiga LCR), que propunham a orientação de um "partido de lutas e de movimento sociais" junto a uma aliança com a Frente de Esquerda de Jean-Luc Mélenchon. Esta orientação de alianças com a Frente de Esquerda resultou na perda de vários militantes e a influência a nível nacional do NPA.